# Liste des barrages en Algérie
Le secteur hydrique en Algérie compte, au début de 2025, 81 barrages et quatre autres en cours de réalisation, dont le taux d'achèvement est de 99 % pour barrage de Jedra (Souk Ahras), de 88 % pour le barrage de Souk Thlatha (Tizi Ouzou), de 60 % pour le barrage de Boukhroufa (El-Tarf) et de 28 % pour le barrage de Sidi Khelifa, dans la wilaya de Tizi Ouzou.La gestion de ces barrages relèvent du Ministère des Ressources en eau (MRE). Les prévisions du secteur à l’horizon 2030 sont de 139 barrages,. 
Ces barrages sont des retenues d'eau qui dépendent des 48 Directions de Wilayas des Ressources en Eau et de l'Hydraulique en Algérie, et qui sont gérées par l'Agence nationale des Barrages et Transferts (ANBT).
L'exploitation de l'eau potable de ces barrages est effectuée par l'Algérienne des Eaux (ADE).

## Wilaya d'Adrar
La wilaya d'Adrar comprend les barrages suivants :
- Barrage de Timiaouine[8].

## Wilaya de Chlef
La wilaya de Chlef comprend les barrages suivants :
- Barrage de Sidi Yakoub[9](248 millions de m3)[10] ;
- Barrage de Oued fodda[11](225 millions de m3)[10].

## Wilaya de Laghouat
La wilaya de Laghouat comprend les barrages suivants :
- Barrage de Seklafa[12] ;
- Barrage de Tadjmout[13].

## Wilaya d'Oum el Bouaghi
La wilaya d'Oum El Bouaghi comprend les barrages suivants :
- Barrage d'Ourkis[14].

## Wilaya de Batna
La wilaya de Batna comprend les barrages suivants :
- Barrage de Koudiet Lamdaouar[15], capacité théorique 200 millions de mètres cubes ;
- Barrage de Maafa ;
- Barrage de Bouzina, en construction, d'une capacité de 18 millions de mètres cubes[1].

## Wilaya de Béjaïa
La wilaya de Béjaïa comprend les barrages suivants :
- Barrage de Tichy-haf[16] ;
- Barrage d'Ighil Emda[17].

## Wilaya de Biskra
La wilaya de Biskra comprend les barrages suivants :
- Barrage de Foum El Gherza[18] ;
- Barrage de la Fontaine des gazelles.

## Wilaya de Béchar
La wilaya de Béchar comprend les barrages suivants :
- Barrage de Laghneg[19] ;
- Barrage de Djorf Torba.

## Wilaya de Blida
La wilaya de Blida comprend les barrages suivants :
- Barrage de Bouroumi[20].

## Wilaya de Bouira
La wilaya de Bouira comprend les barrages suivants :
- Barrage de Koudiat Acerdoune[21] ;
- Barrage de Tilesdit[22] ;
- Barrage Lakehal ;
- Barrage de Souflat[23] (projet en étude).

## Wilaya de Tamanrasset
La wilaya de Tamanrasset comprend les barrages suivants :
- Barrage de Oued In Amguel.

## Wilaya de Tébessa
La wilaya de Tébessa comprend les barrages suivants :
- Barrage de Felg[24] ;
- Barrage de Saf-Saf El Ouessra[25] ;
- Barrage de Aïn Zerga[26] ;
- Barrage de Ouljet Mellegue[27],[28].

## Wilaya de Tlemcen
La wilaya de Tlemcen comprend les barrages suivants :
- Barrage d'El Meffrouch[29] ;
- Barrage de Sikkak[30] ;
- Barrage de Béni Bahdel[31] ;
- Barrage de Hammam Boughrara[32] ;
- Barrage de Sidi Abdelli[33].

## Wilaya de Tiaret
La wilaya de Tiaret comprend les barrages suivants :
- Barrage de Benkhedda[34] ;
- Barrage de Dahmouni[35] ;
- Barrage de Bougara[36].

## Wilaya de Tizi Ouzou
La wilaya de Tizi Ouzou comprend les barrages suivants :
- Barrage de Taksebt[37], d'une capacité de 175 millions de mètres cubes ;
- Souk N'tlata, en construction, d'une capacité de 90 millions de mètres cubes[1] ;
- Sidi Khelifa, en construction, d'une capacité de 35 millions de mètres cubes[1].

## Wilaya d'Alger
La wilaya d'Alger comprend les barrages suivants :
- Barrage de Douéra[38] ;
- Barrage d'El-Hamiz ;
- Barrage de Keddara.

## Wilaya de Djelfa
La wilaya de Djelfa comprend les barrages suivants :
- Barrage de Aïn Maâbed ;
- Barrage de Charef ;
- Barrage de Oum Eddhrou[39].

## Wilaya de Jijel
La wilaya de Jijel comprend les barrages suivants :
- Barrage Kissir[40], d'une capacité de 68 millions de mètres cubes ;
- Barrage de Boussiaba[41] ;
- Barrage d'El Agrem[42] ;
- Barrage d'Erraguene ;
- Barrage de Tabellout[43].

## Wilaya de Sétif
La wilaya de Sétif comprend les barrages suivants :
- Barrage à Mahouane[44] ;
- Barrage de Draâ Diss[45].

## Wilaya de Saïda
La wilaya de Saïda comprend les barrages suivants :
- Barrage de Kef Bouali[46] ;
- Retenue collinaire de Ouled Brahim ;
- Retenue collinaire de Doui Thabet.

## Wilaya de Skikda
La wilaya de Skikda comprend les barrages suivants :
- Barrage de Zerdezas : 20 millions de m3 ;
- Barrage de Guenitra : 125 millions de millions de m3 ;
- Barrage de Zit Emba : 120 millions de m3 ;
- Barrage de Beni Zid : 50 millions de m3.

## Wilaya de Sidi Bel Abbès
La wilaya de Sidi Bel Abbès comprend les barrages suivants :
- Barrage de Sarno[48] ;
- Barrage de Sidi Abdelli[49] ;
- Barrage de Bouhanifia[50] ;
- Barrage de Cheurfa[51] ;
- Barrage de Tabia[52].

## Wilaya d'Annaba
La wilaya d'Annaba comprend les barrages suivants :
- Barrage de Henkouche[53] ;
- Barrage de Mexa[9] ;
- Barrage de Boulatan[53] ;
- Barrage de Cheffia[54] ;
- Barrage de Bougous.

## Wilaya de Guelma
La wilaya de Guelma comprend les barrages suivants :
- Barrage de Hammam Debagh[55] ;
- Barrage de Medjez Beggar[56].

## Wilaya de Constantine
La wilaya de Constantine comprend les barrages suivants :
- Barrage de Hammam Grouz[57].

## Wilaya de Médéa
La wilaya de Médéa comprend les barrages suivants :
- Barrage de Béni Slimane[58] ;
- Barrage de Boughezoul[59].

## Wilaya de Mostaganem
La wilaya de Mostaganem comprend les barrages suivants :
- Barrage du Cheliff. Volume 110 millions de m3 ;
- Barrage de Kramis[60] ;
- Barrage de Sidi Abed[61].

## Wilaya de M'Sila
La wilaya de M'Sila comprend les barrages suivants :
- Barrage de Soubella[62] ;
- Barrage du Ksob[63] ;
- Barrage de M’djedel[64] ;
- Barrage de Koudiat Benaïda ;
- Barrage de M’cif.

## Wilaya de Mascara
La wilaya de Mascara comprend les barrages suivants :
- Barrage de Bouhanifia[65] ;
- Barrage de Ouizert[66] ;
- Barrage de Fergoug[67] ;
- Barrage de Chorfa[68] ;
- Barrage de Oued Taht[9].

## Wilaya de Ouargla
La wilaya de Ouargla ne compte aucun barrage.

## Wilaya d'Oran
La wilaya d'Oran ne comprend aucun barrage, mais est cependant desservie essentiellement depuis les barrages de Tlemcen qui sont :
- Barrage de Béni Bahdel ;
- Barrage de Sidi Abdelli.

Les sources locales en alimentation en eau douce proviennent de la station de dessalement de mers el Hadjadj ex port aux poules, dont la capacité de production quotidienne est de 550 000 m3, ce qui la place en tant que plus grande station au monde en service.

## Wilaya d'El Bayadh
La wilaya d'El Bayadh comprend les barrages suivants:
- Barrage de Larouia[69].

## Wilaya d'Illizi
La wilaya d'Illizi ne compte aucun barrage.

## Wilaya de Bordj Bou Arreridj
La wilaya de Bordj Bou Arreridj comprend les barrages suivants :
- Barrage d'Aïn Zada[70].

## Wilaya de Boumerdès
La wilaya de Boumerdès comprend les barrages suivants :
- Barrage de Thénia : 30 000 m3 ;
- Barrage de Merdjet El Feïat : 50 000 m3 ;
- Barrage d'El Allal : 60 000 m3[71] ;
- Barrage de Chender : 1 700 000 m3[72] ;
- Barrage de Djinet : 2 800 000 m3[73] ;
- Barrage de Sidi Daoud : 3 700 000 m3[74] ;
- Barrage de Béni Amrane : 13 100 000 m3 ;
- Barrage du Hamiz : 16 280 000 m3 ;
- Barrage de Keddara : 145 600 000 m3 ;
- Barrage de Tala Ouranim[75] ;
- Barrage d'El Ksar.

## Wilaya d'El Tarf
La wilaya d'El Tarf comprend les barrages suivants :
- Barrage de Boukhroufa, en construction, d'une capacité de 125 millions de mètres cubes[1] ;
- Barrage de Chaffia[9] ;
- Barrage de Meksa[9] ;
- Barrage de Bougous[76].

## Wilaya de Tindouf
La wilaya de Tindouf ne compte aucun barrage.

## Wilaya de Tissemsilt
La wilaya de Tissemsilt comprend les barrages suivants :
- Barrage de Koudiet Errosfa[77] ;
- Barrage de Bougara[78] ;
- Barrage de Mghila[79] ;
- Barrage de Tamellaht[80] ;
- Barrage de Oued Aïssa[81].

## Wilaya d'El Oued
La wilaya d'El Oued ne compte aucun barrage.

## Wilaya de Khenchela
La wilaya de Khenchela comprend les barrages suivants :
- Barrage de Babar[83] ;
- Barrage de Taghrist[84] ;
- Barrage de Melagou[85] ;
- Barrage de Lazrag[86] ;
- Barrage de Bouhmama[87] ;
- Barrage de Ouldja[88].

## Wilaya de Souk Ahras
La wilaya de Souk Ahras comprend les barrages suivants :
- Barrage de Oued Charef[89] ;
- Barrage de Aïn Dalia[90] ;
- Barrage de Oued Djedra, en construction, d'une capacité de 35 millions de mètres cubes[1] ;
- Barrage de Oued Ghenam[91] ;
- Barrage de Zouabi[92].

## Wilaya de Tipaza
La wilaya de Tipaza comprend les barrages suivants :
- Barrage de Boukourdane[93] ;
- Barrage de Taourira[94] ;
- Barrage de Kef Eddir[95].

## Wilaya de Mila
La wilaya de Mila comprend les barrages suivants :
- Barrage de Béni Haroun[96], d'une capacité théorique de 960 millions m3 ;
- Barrage de Hammam-Grouz[97] ;
- Barrage de Bled Youssef.

## Wilaya d'Aïn Defla
La wilaya d'Aïn Defla comprend les barrages suivants :
- Barrage d'Arib[99] ;
- Barrage de Ouled Mellouk[100] ;
- Barrage de Ghrib[101] ;
- Barrage de Derder[102] ;
- Barrage de Harezza[9] ;
- Barrage Bouroumi : 176 millions m3.

## Wilaya de Naama
La wilaya de Naama comprend les barrages suivants :
- Barrage de Aïn Hadjadj[103].

## Wilaya d'Aïn Témouchent
La wilaya de Aïn Témouchent comprend les barrages suivants :
- Barrage de Oued Berkèche[104].

## Wilaya de Ghardaïa
La wilaya de Ghardaïa comprend les barrages suivants :
- Barrage de Oued Boubrik[105] ;
- Barrage de Lâadhaira[106] ;
- Barrage de Labiod[107].

## Wilaya de Relizane
La wilaya de Relizane comprend les barrages suivants :
- Barrage de Gargar[108] ;
- Barrage de Sidi M'hamed Benaouda[109] ;
- Barrage de Merdja Sidi Abed[110].